# 194 Prokne
194 Prokne је астероид главног астероидног појаса са пречником од приближно 168,42 km.
Афел астероида је на удаљености од 3,235 астрономских јединица (АЈ) од Сунца, а перихел на 2,001 АЈ.
Ексцентрицитет орбите износи 0,235, инклинација (нагиб) орбите у односу на раван еклиптике 18,487 степени, а орбитални период износи 1547,572 дана (4,237 године).
Апсолутна магнитуда астероида је 7,68 а геометријски албедо 0,052.
Астероид је откривен 21. марта 1879. године.